# Otto Ganser
Otto Ganser (* 7. Januar 1872 in Wien-Landstraße; † 10. August 1948 ebenda) war ein österreichischer Politiker der Deutschen Freiheitspartei.

## Ausbildung und Beruf
Der Sohn eines Holzhändlers wurde nach dem Besuch der Volksschule und der Unterrealschule zunächst Mechaniker an der Universitätssternwarte in Wien. Er machte sich 1900 als Feinmechaniker selbstständig und führte seine Werkstätte für Präzisions-Mechanik und Elektrotechnik. Später wurde er Direktor der Produktiv-Genossenschaft des Klubs der Mechaniker, Optiker und verwandten Berufe in Wien.
Ganser war mit Antonie Hurtay verheiratet, das Paar hatte mindestens eine Tochter. Er trat 1897 von der römisch-katholischen zur altkatholischen Kirche über.

## Politische Funktionen
- 1911–1918: Abgeordneter des Abgeordnetenhauses im Reichsrat (XII. Legislaturperiode), Wahlbezirk Österreich unter der Enns 15 (Wien-Neubau), Klub der deutschen Demokraten, ab 1917 Deutschfreiheitliche Vereinigung, ab Oktober 1918 Radikaldemokratische Partei
- Obmann-Stellvertreter des Klubs der Mechaniker
- Vizepräsident des Verbandes österreichischer Metallwarenproduzenten
- 21. Oktober 1918 bis 16. Februar 1919: Mitglied der Provisorischen Nationalversammlung, DnP